# Världscupen i längdskidåkning 1983/1984
Världscupen i längdåkning 1983/1984 inleddes i Reit im Winkl i Tyskland den 9 december 1983 och avslutades i Murmansk i Sovjet den 25 mars 1984. Vinnare av totala världscupen blev Gunde Svan på herrsidan och Marja-Liisa Hämäläinen från Finland på damsidan.

## Tävlingskalender

### Herrar
| Datum            | Plats         | Tävling                      | Etta                |
| 10 december 1983 | Reit im Winkl | 15 kilometer                 | Nikolaj Zimjatov    |
| 16 december 1983 | Ramsau        | 30 kilometer                 | Gunde Svan          |
| 10 februari 1984 | Sarajevo      | 30 kilometer fristil *       | Nikolaj Zimjatov    |
| 13 februari 1984 | Sarajevo      | 15 kilometer klassisk stil * | Gunde Svan          |
| 19 februari 1984 | Sarajevo      | 50 kilometer klassisk stil * | Thomas Wassberg     |
| 20 februari 1983 | Kavgolovo     | 50 kilometer klassisk stil   | Jan Lindvall        |
| 25 februari 1984 | Falun         | 30 kilometer                 | Gunde Svan          |
| 2 mars 1984      | Lahtis        | 15 kilometer                 | Lars Erik Eriksen   |
| 10 mars 1984     | Oslo          | 50 kilometer                 | Tor Haakon Holte    |
| 17 mars 1984     | Fairbanks     | 15 kilometer                 | Gunde Svan          |
| 24 mars 1984     | Murmansk      | 15 kilometer                 | Michail Devjatjarov |

### Damer
| Datum            | Plats         | Tävling                      | Etta                    |
| 9 december 1983  | Reit im Winkl | 5 kilometer                  | Květa Jeriová           |
| 17 december 1983 | Autrans       | 10 kilometer                 | Marja-Liisa Kirvesniemi |
| 9 februari 1984  | Sarajevo      | 10 kilometer klassisk stil * | Marja-Liisa Kirvesniemi |
| 12 februari 1984 | Sarajevo      | 5 kilometer fristil *        | Marja-Liisa Kirvesniemi |
| 18 februari 1984 | Sarajevo      | 20 kilometer klassisk stil * | Marja-Liisa Kirvesniemi |
| 25 februari 1984 | Falun         | 10 kilometer                 | Raisa Smetanina         |
| 3 mars 1984      | Lahtis        | 5 kilometer                  | Berit Aunli             |
| 8 mars 1984      | Oslo          | 20 kilometer                 | Anette Bøe              |
| 17 mars 1984     | Štrbské Pleso | 5 kilometer                  | Květa Jeriová           |
| 24 mars 1984     | Murmansk      | 10 kilometer                 | Inger Nybraaten         |

### Lagtävlingar
| Datum            | Plats     | Tävling                             | Etta    | Kön    |
| 17 december 1983 | Ramsau    | Stafett 4x10 kilometer M            | -       | Herrar |
| 18 december 1983 | Ramsau    | Stafett 4x5 kilometer fristil       | -       | Damer  |
| 15 februari 1984 | Sarajevo  | Stafett 4x5 kilometer blandad stil  | Norge   | Damer  |
| 16 februari 1984 | Sarajevo  | Stafett 4x10 kilometer blandad stil | Sverige | Herrar |
| 26 februari 1984 | Falun     | Stafett 4x10 kilometer M            | -       | Herrar |
| 26 februari 1984 | Falun     | Stafett 4x5 kilometer fristil       | -       | Damer  |
| 18 mars 1984     | Fairbanks | Stafett 4x10 kilometer M            | -       | Herrar |
| 25 mars 1984     | Murmansk  | Stafett 4x5 kilometer fristil       | -       | Damer  |

- Noterbart: Lopp markerade * räknas som vinster i såväl världscupen som olympiska spelen.

## Slutställning

### Herrar
| Placering | Namn              | Land          | Total Poäng |
| --------- | ----------------- | ------------- | ----------- |
| 1         | Gunde Svan        | Sverige       | 145         |
| 2         | Thomas Wassberg   | Sverige       | 96          |
| 3         | Harri Kirvesniemi | Finland       | 93          |
| 4         | Tor Haakon Holte  | Norge         | 86          |
| 5         | Vladimir Sachnov  | Sovjetunionen | 85          |
| 6         | Nikolaj Zimjatov  | Sovjetunionen | 84          |
| 7         | Andy Grünenfelder | Schweiz       | 73          |
| 8         | Lars-Erik Eriksen | Norge         | 70          |
| 9         | Jan Ottosson      | Sverige       | 65          |
| 10        | Jan Lindvall      | Norge         | 60          |

### Damer
| Placering | Namn                   | Land          | Total Poäng |
| --------- | ---------------------- | ------------- | ----------- |
| 1         | Marja-Liisa Hämäläinen | Finland       | 134         |
| 2         | Raisa Smetanina        | Sovjetunionen | 114         |
| 3         | Anne Jahren            | Norge         | 104         |
| 4         | Inger Helene Nybråten  | Norge         | 102         |
| 4         | Květa Jeriová          | Tjeckien      | 102         |
| 6         | Marie Risby            | Sverige       | 95          |
| 7         | Berit Aunli            | Norge         | 89          |
| 8         | Britt Pettersen        | Norge         | 87          |
| 9         | Tamara Markasjanskaja  | Sovjetunionen | 82          |
| 10        | Anette Bøe             | Norge         | 78          |